# Řetězovka virginská
Řetězovka virginská (Physostegia virginiana) je vytrvalá rostlina z čeledi hluchavkovitých, původní v Severní Americe a často pěstovaná pro okrasu.

## Popis
Je to oddenkatá vytrvalá bylina s tuhými, čtyřhrannými lodyhami, dorůstající výšky (40)–60–120–(150) cm. Listy jsou vstřícné, přisedlé, kopinaté, se zubatými okraji. Na vrcholu lodyhy vyrůstá husté, dlouze hroznovité květenství složené z dvoukvětých lichopřeslenů. Kalich je trubkovitý s pěti zuby, koruna pyskatá s dlouhou trubkou, 2–3 cm dlouhá, bílá, růžová nebo purpurová. Květy rozkvétají od července do září. Zajímavostí je, že pokud se na květy zatlačí, nevrátí se do původní polohy, ale zůstanou v ohnuté poloze. Plodem jsou tvrdky.

## Taxonomie
Rod Physostegia zahrnuje 12 druhů; v čeledi hluchavkovitých patří do podčeledi Lamioideae a tribu Synadreae, jehož zástupci se vyskytují výhradně v Severní Americe. Linném byla řetězovka virginská původně (v roce 1753) zařazena do rodu včelník jako Dracocephalum virginianum. Jsou rozeznávány dva poddruhy:
- P. virginiana ssp. praemorsa – větší květy s podpůrnými listeny, netvoří oddenky, rozšířen více na sušších náhorních oblastech v prériích, na pasekách a v křovinách v oblasti Texasu, centrálních a jihovýchodních USA a severního Mexika[4]

- P. virginiana ssp. virginiana – vyskytuje se severněji, především v Kanadě, na severovýchodě a středoseveru Spojených států, převážně na vlhčích stanovištích, jako jsou břehy řek nebo vlhké louky; květy jsou drobnější, bez podpůrných listenů, rostliny se trsnatě rozrůstají pomocí oddenků[4]

Zahradní kultivary jsou pravděpodobně výsledkem hybridizace obou poddruhů a co do uvedených znaků nabývají intermediátních rysů. Ploidie druhu je 2n = 38.

## Pěstování
Řetězovka virginská je zajímavou ozdobnou rostlinou, vytvářející atraktivní květy ve vrcholném a pozdním létě. Vyžaduje úrodné, čerstvě vlhké půdy a slunné či polostinné stanoviště; dobře se hodí k zahradním rybníčkům nebo k okrajům vodních toků, kde se může někdy až agresivně rozrůstat. Při bujném růstu vyžaduje podpěru nebo tvarování, jinak má tendenci se ohýbat a rozklesávat. Na podzim je vhodné rostlinu zastřihnout a na zimu přikrýt chvojím. Květy jsou vhodné k řezu do vázy.
Bylo vyšlechtěno množství kultivarů, například:
- 'Alba' – bílé květy
- 'Crown of Snow' – bílé květy
- 'Pink Bouquet' – růžové květy
- 'Rosea' – růžové květy
- 'Rosy Spire' – růžové až modrofialové květy
- 'Summer Snow' – sněhově bílé květy
- 'Variegata' – růžové květy, zelenobíle panašované listy
- 'Vivid' – zářivě růžové květy

## Galerie

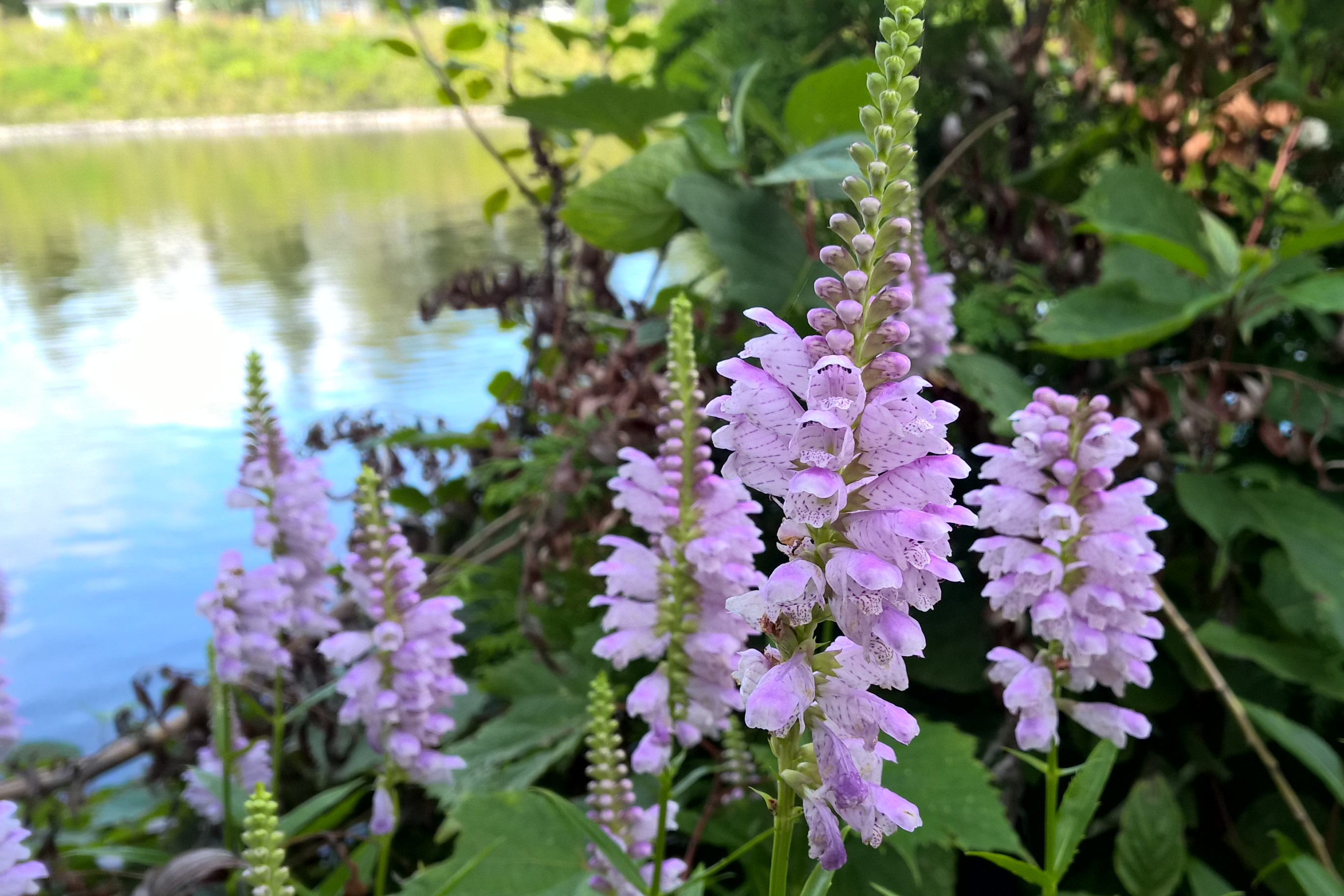
Typické stanoviště
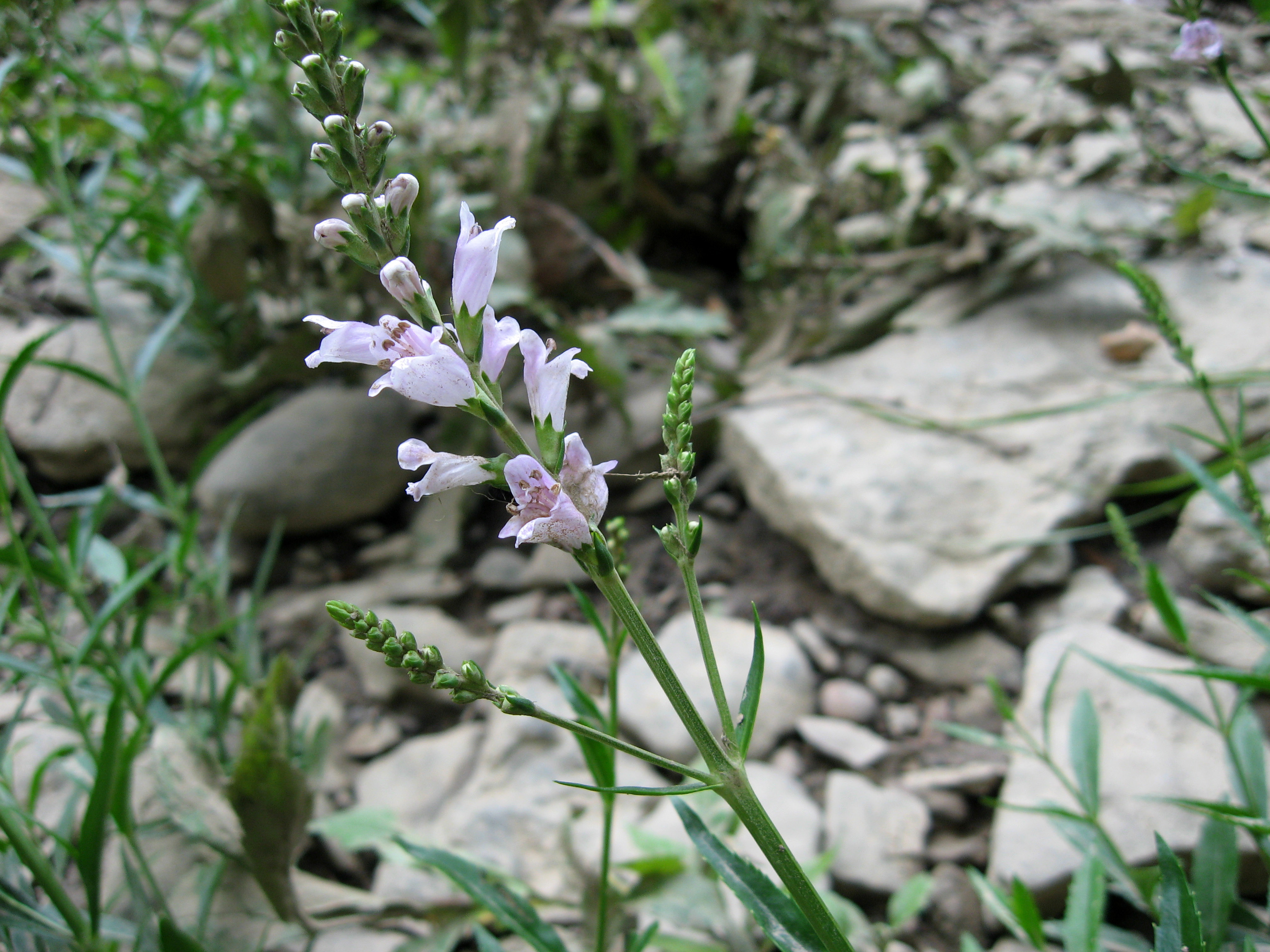
Planě rostoucí poddruh virginiana
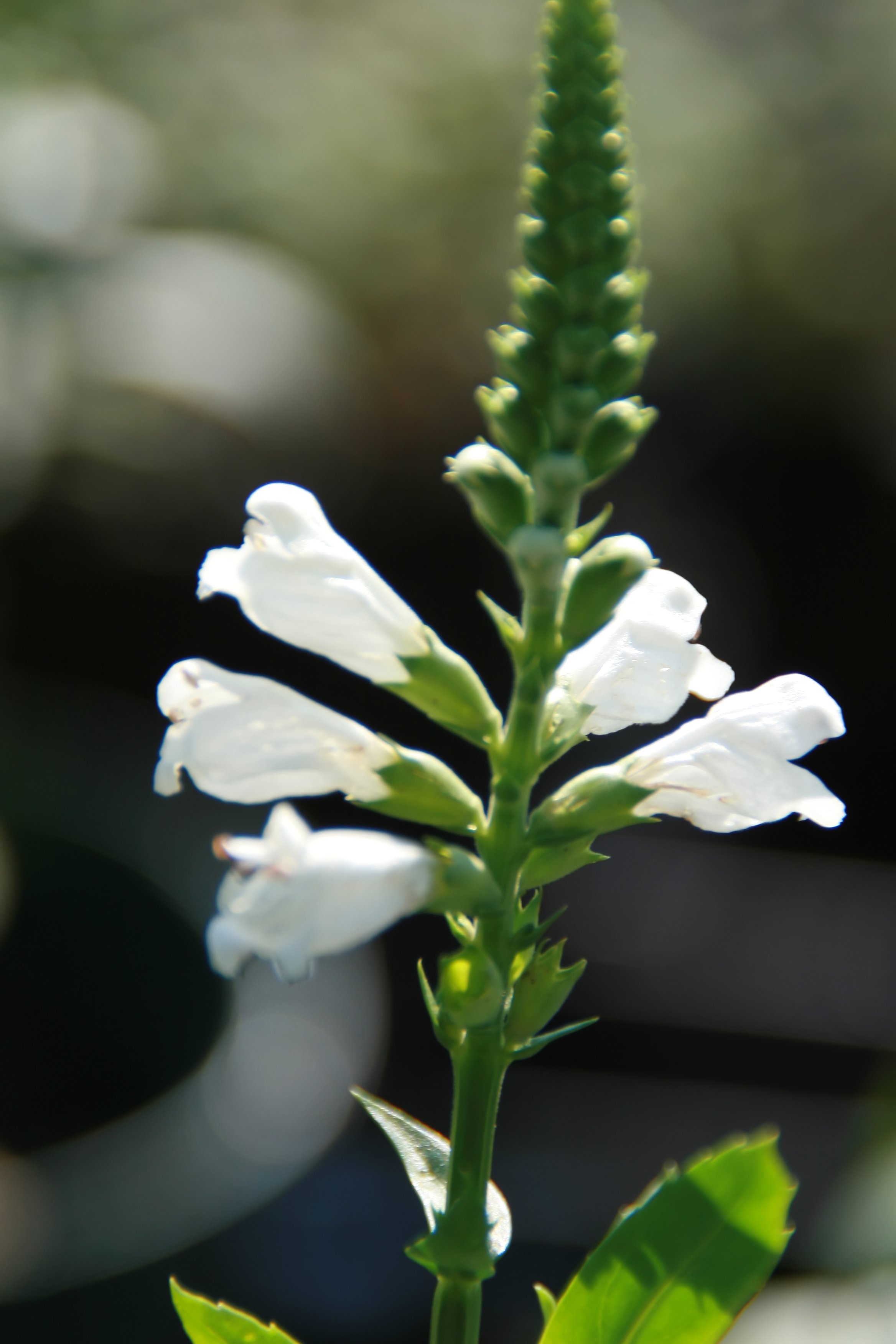
Kultivar 'Summer Snow'
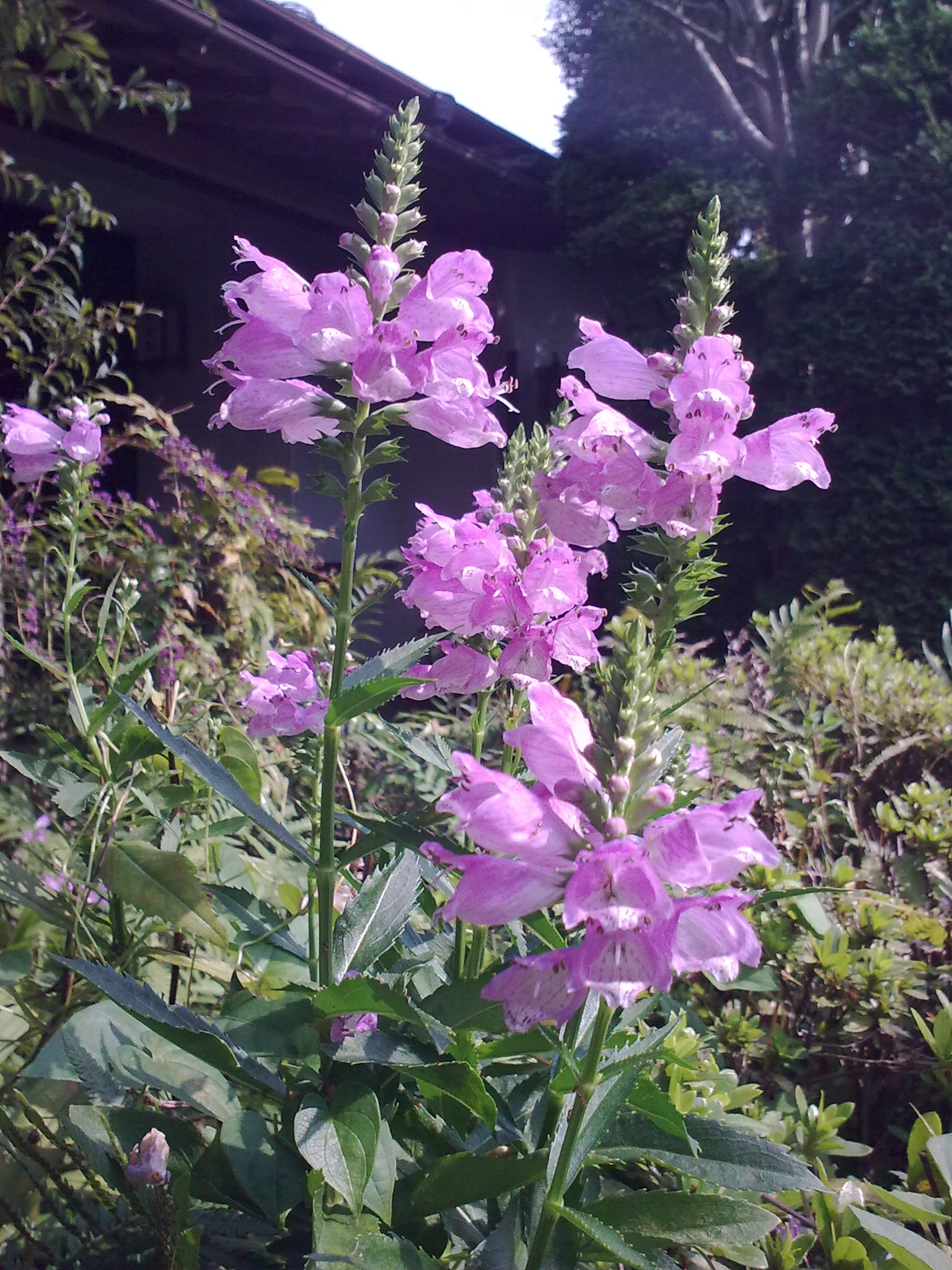
Habitus v zahradě
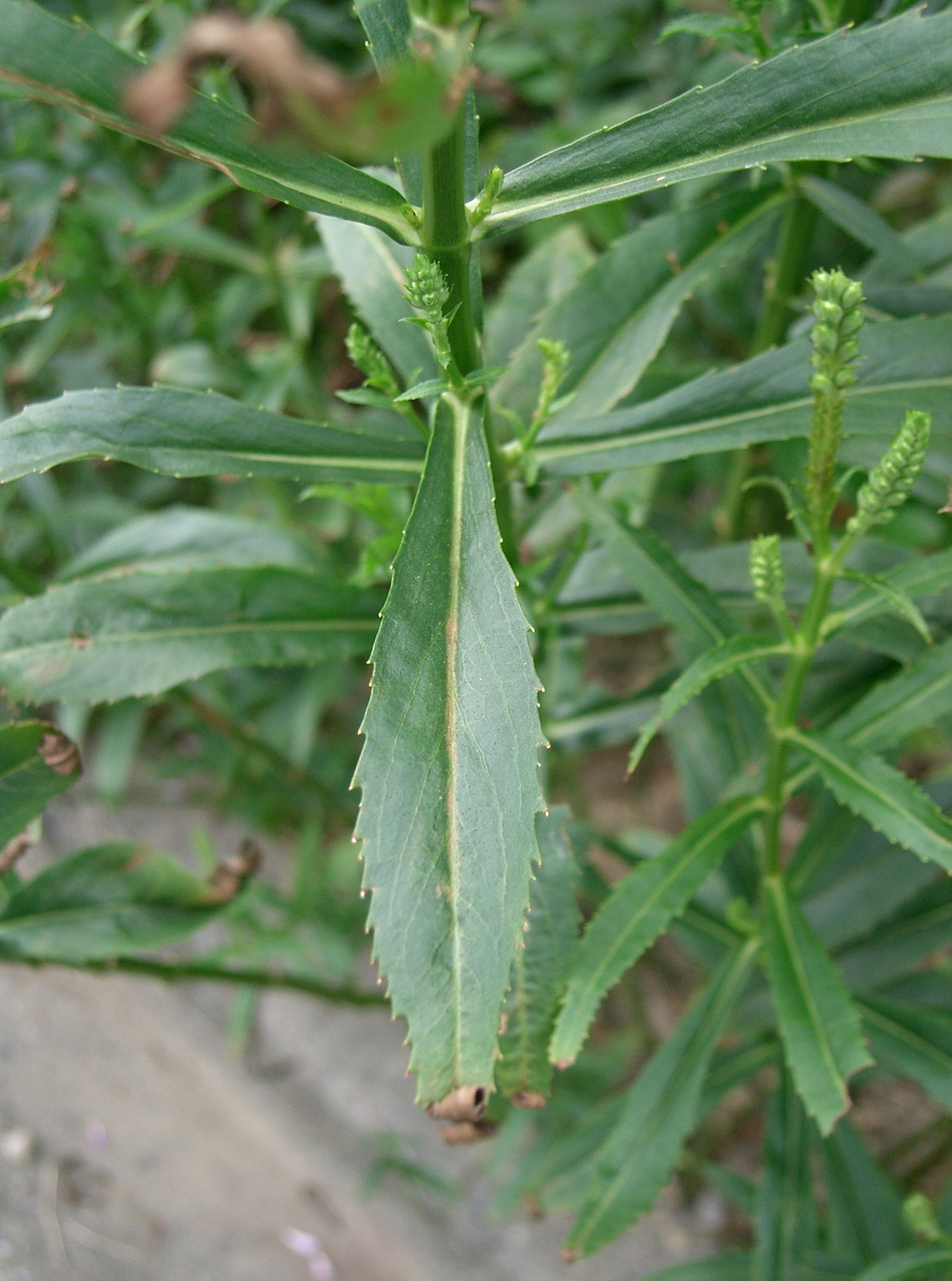
Detail listu